# لاري إم. جيبسون
لاري إم. جيبسون (بالإنجليزية: Larry M. Gibson)‏ هو قسيس وشخصية أعمال أمريكي، ولد في 26 فبراير 1947.